# Vườn quốc gia Dalby Söderskog
Vườn quốc gia Dalby Söderskog là một vườn quốc gia ở đô thị Lund, gần Dalby, thuộc tỉnh Scania phía nam Thụy Điển. Vườn quốc gia này có diện tích 0,36 km² và là khu vực rừng lá rộng. Được lập năm 1918, khi người ta cho rằng khu vực này là phần còn lại duy nhất của rừng nguyên sinh lá rộng ở Thụy Điển. Trên thực tế, khu vực này đã được sử dụng làm đồng cỏ với địa chất là đá vôi và đá phấn để chăn nuôi gia súc. 